# Kocham ciebie dziewczyno
"Kocham ciebie dziewczyno" – pierwszy singel zespołu Golec uOrkiestra z albumu Golec uOrkiestra 1 wydany w 1999 roku.
Wykonawcami utworu byli Łukasz i Paweł Golcowie. Utwór ten w 2000 roku znajdował się na Litach Przebojów Programu Trzeciego (9. miejsce) oraz Radia PiK (15. miejsce).

## Twórcy
- Łukasz Golec - śpiew
- Paweł Golec - śpiew